# ピリドキサールオキシダーゼ
ピリドキサールオキシダーゼ（pyridoxal oxidase）は、ビタミンB6代謝酵素の一つで、次の化学反応を触媒する酸化還元酵素である。
ピリドキサール + H2O + O2 {\displaystyle \rightleftharpoons } 4-ピリドキシン酸 + H2O2
反応式の通り、この酵素の基質はピリドキサールと水と酸素、生成物は4-ピリドキシン酸と過酸化水素である。補因子としてモリブデンを用いる。
組織名はpyridoxal:oxygen 4-oxidoreductaseである。